# 南総サンヴェルプラザ
サンヴェルプラザ（サンヴェルプラザ）は、千葉県茂原市にある複合型施設。大規模小売店舗立地法上の届出名称は茂原駅南口再開発ビル、愛称はサンヴェル（SUN VERT）。

## 概要
茂原駅南口地区第一種市街地再開発事業（1984年度 - 1992年度）として建設され、施設は茂原駅前の南口側に立地している。
1989年（平成元年）12月に着工し、2年数ヶ月の工期を経て1992年（平成4年）3月に竣工した。

### フロアガイド
| 階  |                                            |
| --- | ------------------------------------------ |
| 7F  | 閉鎖                                       |
| 6F  | 図書館のフロア                             |
| 5F  | オフィスのフロア                           |
| 4F  | 学習塾のフロア                             |
| 3F  | オフィスのフロア                           |
| 2F  | 閉鎖                                       |
| 1F  | コンビニ・サンヴェル専門店・喫茶店のフロア |
| B1F | 閉鎖                                       |
| B2F | 閉鎖（機械室）                             |

## 歴史
南総通運が主たる地権者の茂原そごう産業から土地と建物を7億300万円で買収、権利集約を実施している。
南総通運はかつてこの地の地権者であり、土地の62％と施設の床面積70％は当初から保有していた。再開発の中心にいた茂原市ほか地元財界の働きかけにより権利集約を実施するに至った。
権利集約の実施後、南総通運の管理部 不動産管理係が施設の運営主体となり、施設名に社名を冠した南総サンヴェルプラザとして再オープンした。
施設には店舗としてコンビニのセブンイレブン、喫茶店、学習塾などが入居するほか、サンヴェル商店会が1階に出店。
精工舎と乃村工藝社が手掛けたエントランスの大時計もそのまま残された。
南総通運による運営に移行してからは共同オフィスや学習塾の区画が設けられ、2014年（平成26年）7月には前年10月の台風26号による水害で甚大な被害を受けた茂原市立図書館が6階に移転、かつてのレストランフロア跡で運営を開始した。
市の教育委員会によると市街地という立地から駐車場が少ないなどの課題があるとし、移転を前提に図書館は2024年（令和6年）10月末で休館、準備期間を経て高師地区の商業施設「茂原ショッピングプラザアスモ」へ2025年（令和7年）3月21日に再移転している。
2024年2月、茂原市議会の定例会において、東京都千代田区に本社を置くリオ・ホールディングスが南総通運から当施設を購入する方向で契約が結ばれたこと、市長の田中豊彦が自らリオ・ホールディングス代表取締役社長の中川智博にスーパーマーケットの誘致を求めるなど事前協議していたことが明らかとなった。
- 1985年（昭和60年）1月18日：茂原駅南口地区第一種市街地再開発事業都市計画決定[11]。

- 1989年（平成元年）7月：キーテナントがそごうに決まる。扇屋ジャスコ茂原店[12]が移転のうえ出店する予定だったが、のちに出店辞退となった[13]。

- 1989年12月16日：起工式[14]。

- 1991年（平成3年）4月：茂原市の公募により、施設名が「サンヴェル」に決まる[15][16]。

- 1991年11月15日：サンヴェル会（商店会）設立。

- 1992年（平成4年）1月31日：サンヴェル共有者組合を結成。

- 1992年2月5日：サンヴェル管理組合が発足[17]。
- 1992年3月3日：竣工式[18][19]。

- 1992年3月7日：開業[20][19]。サンヴェルの延床面積約2万8000平方メートルのうち、約1万8000平方メートルをそごうが買い取った[21]。再開発事業としての総事業費は約110億円[22]。

- 2000年（平成12年）2月29日：茂原そごうが閉店[23]。

- 2002年（平成14年）1月8日：茂原市の働きかけにより、地権者の南総通運が茂原そごう産業から施設を7億0300万円で購入。ビル建設までは南総通運の茂原支店があり、同社は再開発以降の地権者として土地・建物の24%を所有していた[24]。

- 2002年：南総サンヴェルプラザとして再オープン。

- 2002年10月15日：6階で茂原駅前学習プラザが開業[25]。

- 2014年（平成26年）7月20日：6階に茂原市立図書館が移転[5][6]。

- 2023年（令和5年）12月26日 : 南総通運が物件を売却、この時点で売却先は非公表。

- 2024年（令和6年）10月31日 : 6階の茂原市立図書館が閉館[7][8]。2025年3月21日、茂原ショッピングプラザアスモに移転開館[9]。

### 名称の公募
再開発の主体となった茂原市は「外房の中核都市に相応しく、さらに新しい街のイメージ」を地域住民に求めるべく設置した「再開発ビル愛称選考委員会」を開会し、283点の応募作品の中から長生郡一宮町在住の37歳女性教員が応募した「サン・ヴェル」の採用を発表した。
サン・ヴェルは英語の sun （太陽）とフランス語の vert （緑）を組み合わせた造語として考案されたもので、選考委員会では「太陽と緑ゆたかな街」というコンセプトを採用の理由とした。

## 茂原そごう

### 誘致から開業まで
1989年4月、千葉市に本部を置く「扇屋ジャスコ」が施設への入居を困難と表明したことから、茂原市は総合スーパーの誘致を断念。これに伴い千葉市で百貨店を経営する株式会社千葉そごうと交渉を開始した。
総合スーパー「扇屋ジャスコ」から百貨店の運営会社「千葉そごう」への誘致転換や、地権者と茂原市との間で売買価格が折り合わなかったことから、茂原市がが当初計画していた「地下2階 - 地上8階建て、総面積3万3千㎡」から「1階 - 6階建てのビル建設」とする規模縮小案が浮上した。
1989年7月18日、（株）千葉そごう副社長の宗像四郎と茂原市長の石井常雄が茂原市庁舎で「茂原そごう出店決定」の記者会見を開いた。
茂原そごうの運営会社は（株）千葉そごうの完全子会社とし、千葉そごうの副社長が茂原そごう運営会社の代表取締役社長として選任されることを発表した。
この時点では1991年10月の開業を予定し、初年度の売上目標を100億円に設定、地元雇用を基本とする従業員数は300人程度を見込んでいた。
茂原市は施設の総事業費を1989年7月時点で140億円と見込み、地下2階 - 地上7階の本館施設内には「10店から成る地元商店会」を置き、さらに別館として地上3階建ての付随施設を設けることとした。
1989年12月16日、施設の起工式が実施される。
この時点では総事業費として110億円を見込み、このうち87億円で91年秋までの期間で百貨店用のビルを建てることとしていた。
ビルの建設に併せて駅前の導線を整備することを決定、2本の道路を敷設する計画を発表した。

### サン・ヴェル開業
1992年3月3日、施設「サン・ヴェル」の竣工を記念する完成式を挙行し、280人が出席した。
総事業費はこの時点で108億5千万円を計上し、ビル建設に充てられたのは約86億円となった。
（株）茂原そごうは再開発に関わった茂原市から施設を57億円で買収している。
開業時の専門店は計17店舗。
同年3月5日、茂原そごう開店披露式を挙行。
披露式ではオープニングセレモニーや祝い太鼓のほか、アイドル歌手による歌謡トークショーが催された。
開業に併せて茂原そごうは同年3月7日から12日までの5日間で3万個の記念品を配布した。

### 業態転換と閉店まで
開業から3年後の1995年6月、そごうグループの母体「株式会社そごう」が、（株）茂原そごうの営業赤字が続いていることを理由に百貨店から業態転換することを発表。
開業から7年が経過した1999年4月28日には、株式会社そごうがグループの「茂原そごう」を時期未定ながら2年以内に閉店することを発表。
閉店理由としては店舗面積の狭さを挙げ、同時に直営の東京店も百貨店業から撤退する方針を明らかにした。茂原そごうの売上目標は年間で100億円を設定していたが、バブル不況で届かない状況が続いていたという。
同年5月10日、茂原市長と茂原市商工会議所会頭が連名で（株）茂原そごう宛に「営業継続を求める要望書」を提出。
同年7月13日、茂原市、茂原市商工会議所、サンヴェル商店連合会の三者が「茂原そごう存続対策協議会」を設立。
同年7月27日、株式会社 茂原そごうが閉店通告を茂原市に送付し、正式に閉店が決まった。
同年7月28日、茂原市役所で茂原市と茂原市商工会議所が共同で記者会見を開き、茂原そごうから寄せられた2000年2月の閉店通告について発表。開店以来の累積赤字は60億円を超えていたという。
この後、計画通り2000年2月末で茂原そごうは閉店した。
閉店から半年後の2000年8月22日、株式会社茂原そごうが千葉地方裁判所に特別清算の申し立てを実施。
帝国データバンク千葉支店の調査によると、株式会社茂原そごうの負債総額は「約235億8900万円」と算出された。
店舗の閉鎖から半年以上が経過してからの清算実施の経緯について、親会社の株式会社そごう（そごうグループ）が各店舗を運営する地域子会社の民事再生法適用申請を進めていたことが要因とし、経営破綻前の閉店であったことで半年遅れの申し立てに至ったという。
空きビルとなったサン・ヴェルは買い手がつくまでの間、再開発に関わり大規模小売店舗の設置者である茂原市が1階フロアを借用し、市の商工課を通じて地場のものづくり企業が制作した製品展示コーナーとして活用されていた。
このほか、茂原そごうの出店に先立って「株式会社千葉そごう」が全額出資し1989年5月に創業した茂原市千代田町1丁目の不動産管理会社「千原商事」が、2001年1月19日付けで千葉地方裁判所から破産宣告を受けている。
千原商事の設立目的は「茂原そごうの駐車場管理」及び「茂原そごう出店に係る土地の取得」であった。
破産宣告の時点で34億円の負債を抱えていたが、茂原そごうの特別清算以降に収益源の家賃収入が途絶えたことが破産の要因とされている。

### そごう時代のフロア
| 階  | 売場                                                                       |
| --- | -------------------------------------------------------------------------- |
| 7F  | シネマサロン・ビヤガーデン（夏季）・屋上公園・伏見稲荷神社                 |
| 6F  | 紳士服・スポーツ・ロイヤルサロン                                           |
| 5F  | 婦人服・サイズ・子供服・おもちゃ・呉服・メガネ                             |
| 4F  | 婦人服・ミセス・ミッシー・フォーマル・インナーウエア・宝飾・時計           |
| 3F  | 婦人服・キャリア・ヤング                                                   |
| 2F  | 化粧品・プレステージブランド・サンヴェル専門店街                           |
| 1F  | 婦人靴・洋品小物・ハンドバッグ・アクセサリー・サンヴェル専門店街・正面入口 |
| B1F | 食品館                                                                     |
| B2F | 倉庫・機械室                                                               |